# Scione
Scione (лат.) — род слепней из подсемейства Pangoniinae (Tabanidae). Известно около 40 видов. Встречаются в Центральной и Южной Америке: от Мексики до Боливии и Аргентины.

## Описание
Слепни мелких и средних размеров, длина тела около 1 см (6 — 16 мм). Стройный и равномерно пестрый внешний вид, с явно выступающим лицом, хоботком с маленькой, недоразвитой лабеллой, сильными скутальными и брюшными виттами, стройными ногами и крыльями с явными мутными отметинами на поперечных жилках. Отличается от Fidena и Pseudoscione меньшим размером и закрытыми крыловыми ячейками R5 и M3.
Представители рода, по-видимому, питаются кровью: Scione aurulans, Scione ablusus и Scione flavohirta — все они питались людьми, а последний также крупным рогатым скотом. Сведения о биологии и экологии Scione скудны, есть лишь отдельные комментарии о поведении некоторых видов. Известно, что некоторые виды обычно отлавливаются у лошадей и даже людей. Один вид, S. rufescens, имеет преимущественно сумеречный образ жизни, а два других вида из Панамы, S. maculipennis и S. costaricana, летают круглый год, тогда как у S. rufescens, похоже, есть четко определенный сезон, между апрелем и сентябрем. Однако работы по сезонности, численности и характеру распространения Scione отсутствуют, а неполовозрелые личиночные стадии этого вида неизвестны.

## Систематика
Известно около 40 видов. Род был впервые выделен в 1850 году английским энтомологом Френсисом Уокером в качестве подрода в составе рода Pangonia Latreille, 1809, монотипичным для вида Pangonia incompleta Macquart, 1846. Спустя несколько десятилетий, Scione был возведён в родовой статус британским диптерологом (Гертрудой Рикардо, 1900) и позднее Гюнтер Эндерлайн (1922) обозначил его типовым родом для трибы Scionini.
- Scione ablusus Fairchild, 1964[10]
- Scione acer Philip, 1958[11]
- Scione albifasciata (Macquart, 1846)[4]
- Scione albohirta Kröber, 1930[12]
- Scione albopilosus Burger, 2002[13]
- Scione aurulans (Wiedemann, 1830)[14]
- Scione bilineata Philip, 1968[15]
- Scione brevibeccus Wilkerson, 1979[16]
- Scione brevistriga Enderlein, 1925[17]
- Scione cingulata (Enderlein, 1925)[17]
- Scione claripennis Ricardo, 1900[18]
- Scione costaricana Szilády, 1926[19]
- Scione crassa Szilády, 1926[19]
- Scione cupreus Wilkerson, 1979[16]
- Scione distincta (Schiner, 1868)[20]
- Scione equatoriensis Surcouf, 1919[21]
- Scione equivexans Wilkerson, 1979[16]
- Scione flavescens (Enderlein, 1930)[12]
- Scione flavohirta Ricardo, 1902[22]
- Scione fulva Ricardo, 1902[22]
- Scione fumipennis Kröber, 1930[12]
- Scione fusca Ricardo, 1900[18]
- Scione grandis Philip, 1943
- Scione huancabambae Kröber, 1930[12]
- Scione immaculata (Kröber, 1930)[12]
- Scione incompleta (Macquart, 1846)[4]
- Scione limbativena Enderlein, 1925[17]
- Scione longirostris Brèthes, 1920
- Scione maculipennis (Schiner, 1868)[20]
- Scione merianae Oliveira et al., 2024[8]
- Scione minor (Macquart, 1847)[23]
- Scione minuta Szilády, 1926[19]
- Scione nigripes (Kröber, 1930)[12]
- Scione obscurefemorata Kröber, 1930[12]
- Scione picta Szilády, 1926[19]
- Scione punctata Szilády, 1926[19]
- Scione rhinothrix Wilkerson, 1979[16]
- Scione rufescens (Ricardo, 1900)[18]
- Scione rufipes (Kröber, 1930)[12]
- Scione serratus Wilkerson, 1979[16]
- Scione strigata (Enderlein, 1925)[17]
- Scione youngi Wilkerson, 1979[16]

## Распространение
Центральная и Южная Америка. Представители рода встречаются в пределах от Мексики на севере и до Боливии и Аргентины на юге, в том числе, в высокогорных районах Анд, а также на территории Гватемалы, Панамы, Колумбии, Венесуэлы, Эквадора, Перу, Бразилии.